# Цытович, Алексей Владимирович
Алексей Владимирович Цытович (1893—1983) — российский морской офицер, герой Первой мировой войны, участник Гражданской войны в России в составе Белого движения. Один из участников знаменитой полярной экспедиции Вилькицкого.

## Биография
Родился в городе Санкт-Петербург в 1893 году в семье генерал-майора Владимира Николаевича Цытовича и Любови Евгеньевны Жуковской. Его дедом по отцу был генерал-лейтенант Николай Степанович Цытович, а по матери генерал от инфантерии Евгений Михайлович Жуковский
В 1910 году окончил Одесский кадетский корпус. 5 октября 1913 года после окончания Морского корпуса, произведён в мичманы и был командирован на Дальний Восток, где принял участие в полярной экспедиции по Ледовитому океану возглавляемой Борисом Андреевичем Вилькицким, после которой еще два года нёс службу в Тихом и Индийском океанах.
В 1916 году в период Первой мировой войны, переведен из Сибирской флотилии на Черноморский флот. Участвовал в морских сражениях Первой мировой войны, с 1917 года командир отделения дивизиона быстроходных сторожевых судов Черноморского флота для охраны устья Дуная.
За десантную операцию в тылу неприятеля в июле 1917 года под деревней Дунавцы на реке Дунай награждён орденом Святого Станислава 2-й степени с мечами и Георгиевским крестом 4-й степени с лавровой ветвью для офицеров № 1101821:
За то, что в операции под Дунавцами в ночь на 2-е июля с. г. командуя 5-ю катерами и следя за ходом высадки дессанта 2-го морского полка на неприятельский берег и принимая деятельное участие в операции распределил катера таким образом, что они, открыв огонь, разрознили огонь неприятельских батарей и пулеметов и отвлекая его от высадившегося десанта, дал возможность последнему подойти к проволочным заграждениям и выбыть неприятеля из д. Дунавцы, захватив трофеи. Во время боя переходя с одного катера на другой и сам искусно руководя огнём, являл пример храбрости и мужества. Ликвидируя операцию и отправив катера в Св. Георгий, пошел с двумя человеками по берегу, чтобы предупредить катер № 312, прошедший в Узмин, чтобы он не проходил обратно, но во время прохода Мурукиола попал под сильный пулеметный огонь противника и только благодаря своему хладнокровию, благополучно выбрался и вывел людей из под обстрела. В ночь с 5 на 6 июля, руководя всеми работами по подъему затонувшего катера у неприятельских позиций и, несмотря на то, что водолазы иногда отказывались работать ввиду близости неприятеля, только благодаря его хладнокровию, настойчивости и знанию дела, катер удалось спасти без потерь с нашей стороны
С 1918 года офицер Военно-морского флота ВСЮР на Черноморский флот, сначала у А. И. Деникина, затем у П. Н. Врангеля. После поражения Белого движения эмигрировал в Англию, служил на Английском военном флоте, был капитаном торгового флота Великобритании.
Умер 4 июня 1983 года в Лондоне не дожив двух месяцев до своего 90-летия, будучи последним офицером Российского императорского флота.

## Награды
- Орден Святого Станислава 2 степени с мечами (1917 год);
- Георгиевский крест 4 степени с лавровой ветвью для награждения офицеров  (1917 год).